# Liste de blocs erratiques
 (avril 2012).
Si vous disposez d'ouvrages ou d'articles de référence ou si vous connaissez des sites web de qualité traitant du thème abordé ici, merci de compléter l'article en donnant les références utiles à sa vérifiabilité et en les liant à la section « Notes et références ».
Cet article recense les blocs erratiques.

## Liste

### Allemagne
- Bade-Wurtemberg :
  - Barbarossastein, Weingarten

- Basse-Saxe :

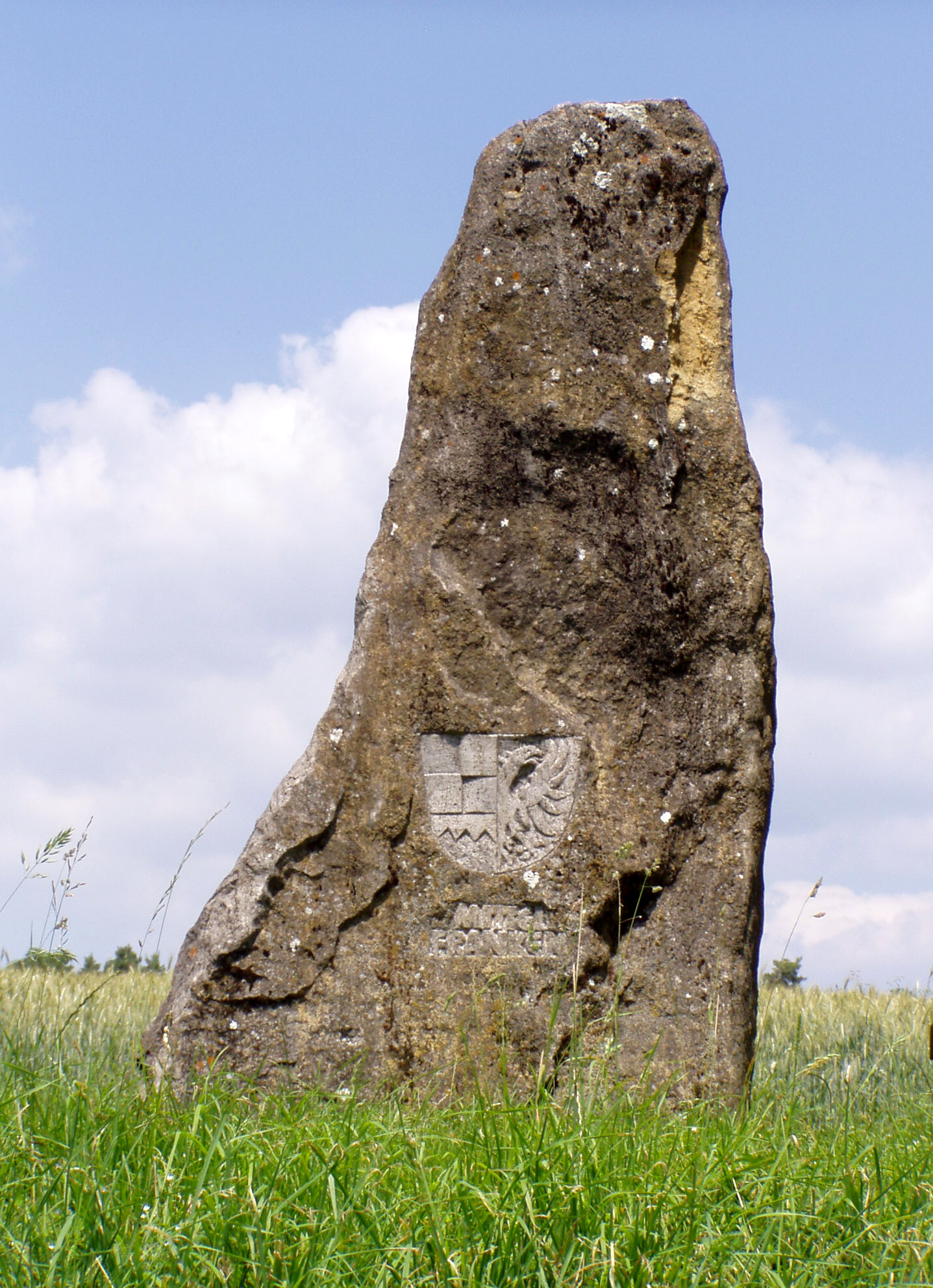
Dreifrankenstein, Schlüsselfeld.

  - Bickelstein, Ehra-Lessien et Wittingen
  - Foskort, Wittmund
  - Giebichenstein, Stöckse
  - Karlstein, Rosengarten
  - Opferstein, Göhrde
  - Süntelstein, Belm

- Bavière :
  - Dengelstein, Durach
  - Dreifrankenstein, Schlüsselfeld

- Brandebourg :
  - Findlingspark Henzendorf, parc naturel de la vallée de la Schlaube
  - Schalenstein, Francfort-sur-l'Oder

- Hambourg :
  - Alter Schwede

- Hesse
  - Hilgenstein, Fritzlar
  - Wotanstein, Gudensberg

- Mecklembourg-Poméranie-Occidentale :
  - Bloc erratique de Nardevitz, Rügen
  - Buskam, Rügen
  - Großer Stein, Altentreptow
  - Möwenstein, Ummanz
  - Opferstein, Sassen-Trantow
  - Riesenstein, Zirzow
  - Schwanenstein, Rügen
  - Siebenschneiderstein, Rügen
  - Teufelsstein, Bentzin

- Rhénanie-du-Nord-Westphalie :
  - Gletscherfindlinge, Bergheim
  - Großer Stein, Rahden
  - Holtwicker Ei, Rosendahl
  - Jörgenstein, Bochum

- Rhénanie-Palatinat :
  - Teufelsstein, Bad Dürkheim

- Saxe-Anhalt :
  - Britschenstein, Magdebourg

- Schleswig-Holstein :
  - Dusenddüwelswarf, Epenwöhrden
  - Düvelstein, Lindau
  - Mövenstein, Lübeck
  - Wandhoff-Findling, Malente

### Canada

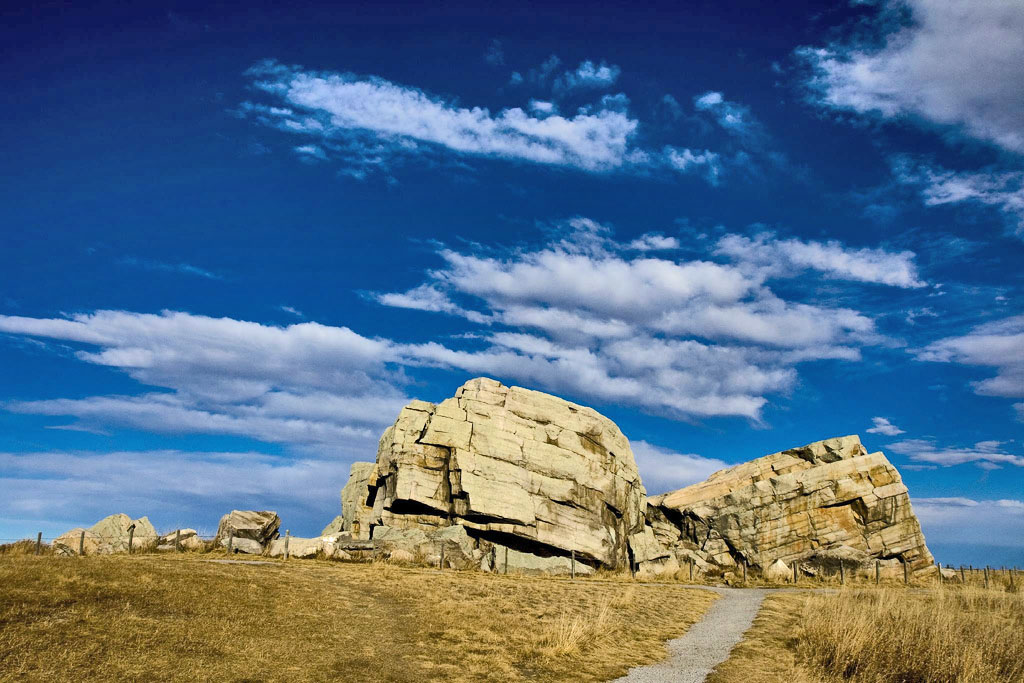
Big Rock, Okotoks.

- Alberta :
  - Big Rock, Okotoks

### Danemark

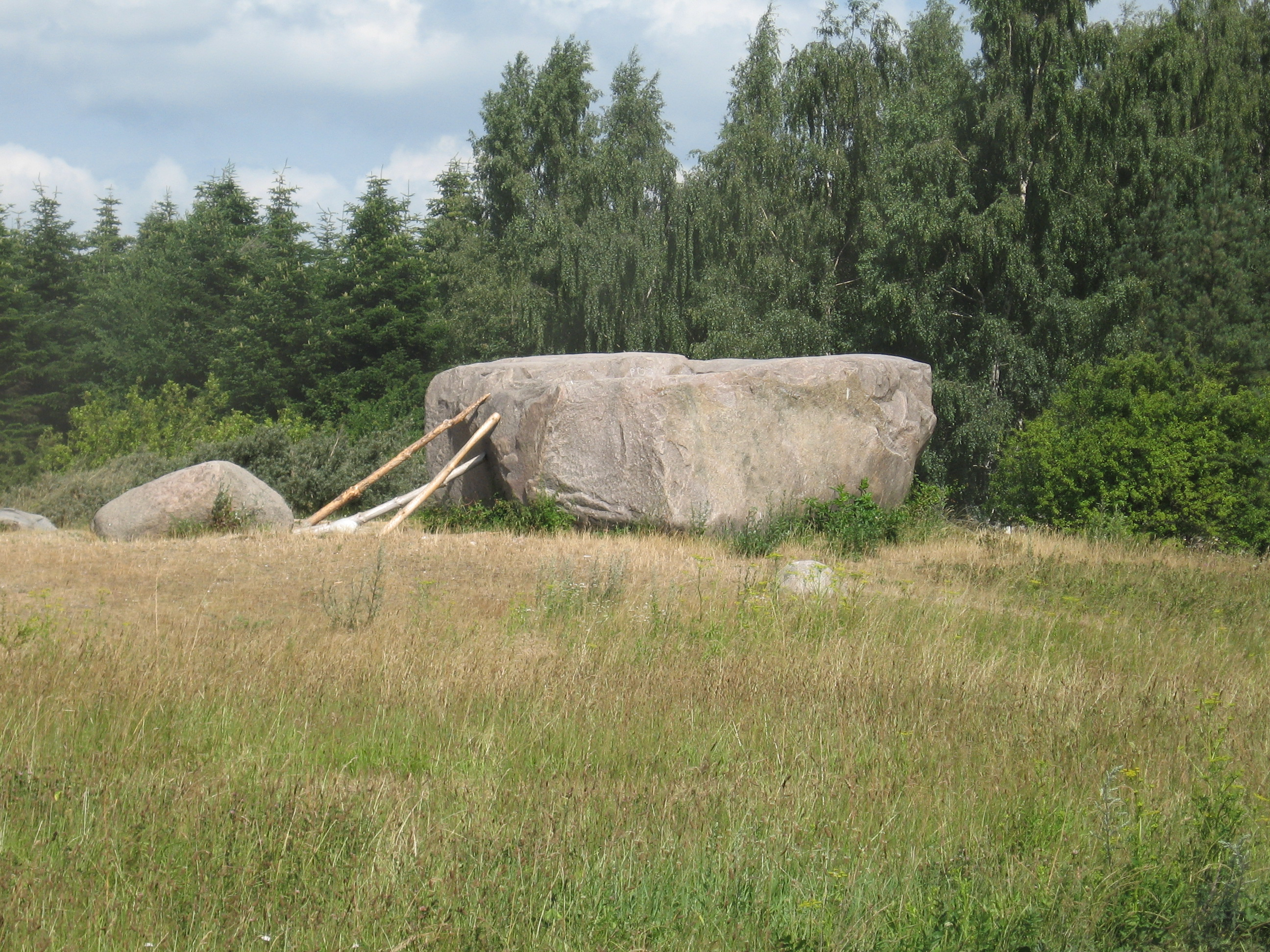
Hvissingestenen, Glostrup.

- Danemark du Sud :
  - Damestenen, Svendborg
  - Tirslundstenen, Brørup

- Hovedstaden :
  - Hvissingestenen, Glostrup

- Jutland du Nord :
  - Janum Kjøt, Jammerbugt
  - Rokkestenen, Bornholm

- Jutland central :
  - Mørupstenen, Herning

- Sjælland :
  - Høvængestenen, Guldborgsund
  - Lommestenen, Odsherred
  - Lundestenen, Guldborgsund
  - Orestenen, Næstved

### Estonie
- Ehalkivi, Viru-Nigula
- Jaani-Tooma suurkivi, Kuusalu

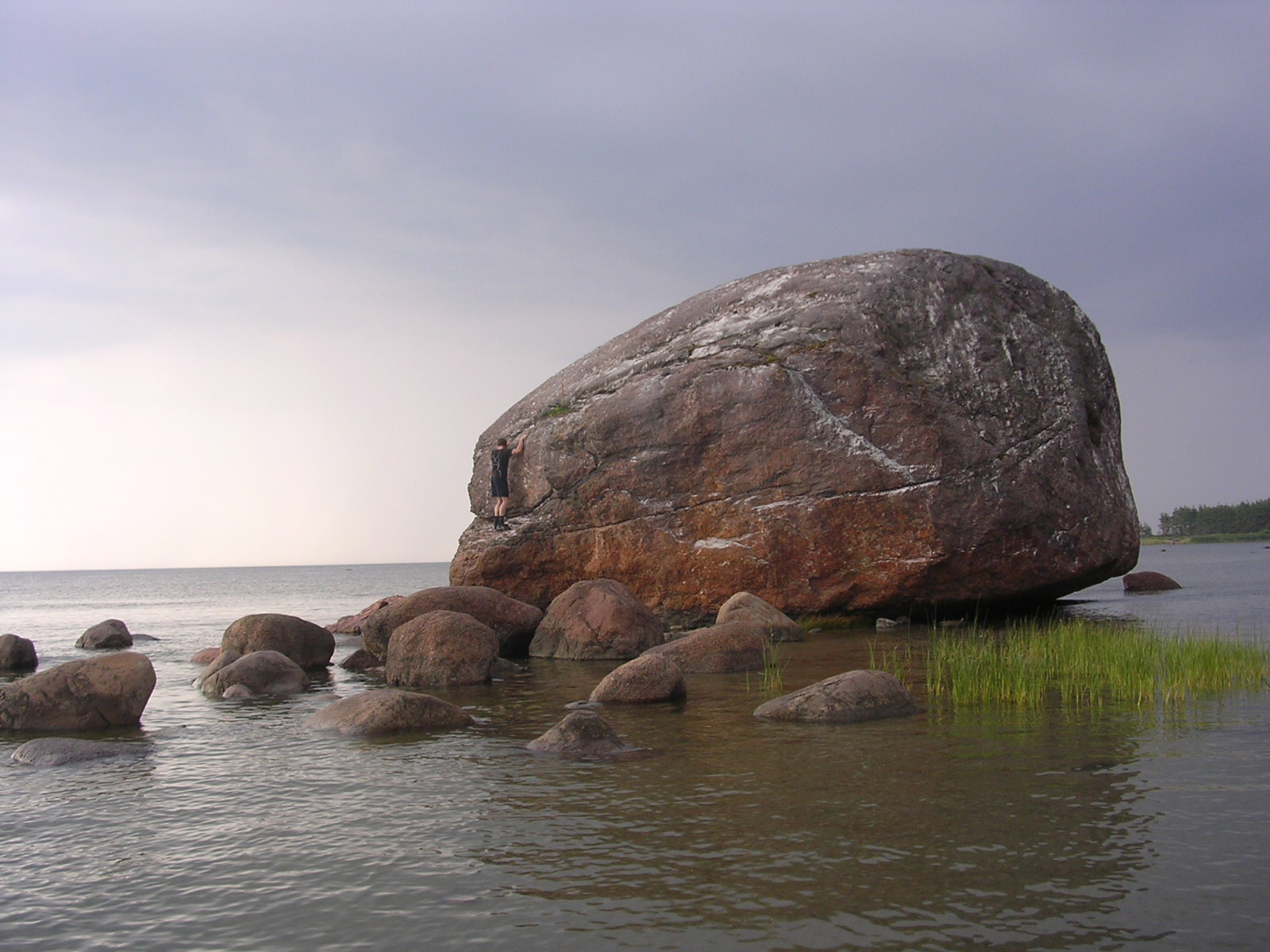
Ehalkivi, Viru-Nigula.

- Näärikivid, parc national de Matsalu
- Rahumäe hiidrahn, Tallinn
- Rocher de Vana-Jüri, Vihula

### Finlande
- Kukkarokivi, Turku[1]
- Tervolankirkko (fi), Savonlinna[1]
- Kärsämäen pirunpesä, Aéroport de Turku[1]
- Ilveskivi (fi), Pedersöre[1],
- Linnakivi (fi), Pieksämäki[1]
- Kummakivi, Ruokolahti[1]

### États-Unis
- Massachusetts :
  - Doane Rock, Eastham
  - Plymouth Rock, Plymouth
  - Rocher de Dighton, Berkley

- New Hampshire :
  - Madison's Boulder, Madison

- New Jersey :
  - Tripod Rock, Kinnelon

- New York :
  - Glover's Rock, New York
  - Shelter Rock, North Hills
  - Split Rock, New York
  - Sunday Rock

- Oregon :

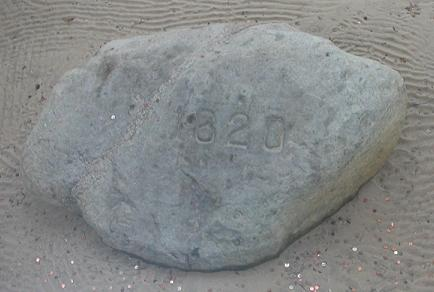
Plymouth Rock, Plymouth.

  - Erratic Rock State Natural Site, Yamhill

- Pennsylvanie :
  - Indian God Rock, Brandon

- Vermont :
  - Green Mountain Giant

- Washington :
  - Lone Rock
  - Roche d'Omak
  - Roche de Lake Lawrence
  - Waterman Rock
  - Wedgwood Rock, Seattle

### France
- Ain

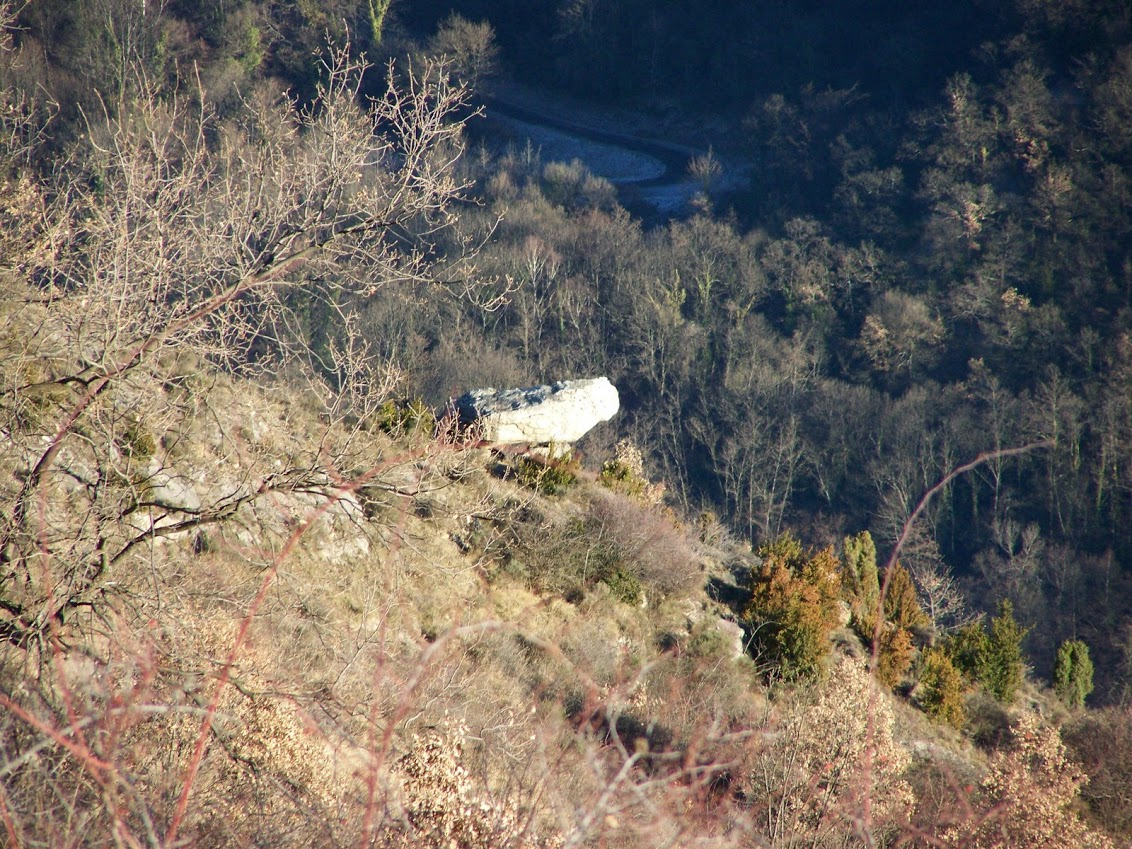
Lapège.

  - Rancé, Pierre brune de Rancé, 45° 57′ 41″ nord, 4° 51′ 04″ est;
  - Saint-Jean-de-Gonville, Pierre du Paray, 46° 13′ 37″ nord, 5° 56′ 51″ est;
  - Pierre du Neyret, 46° 13′ 17″ nord, 5° 56′ 38″ est
  - Vesancy, Pierre à cupules de Vesancy, 46° 21′ 07″ nord, 6° 05′ 52″ est;

- Alpes-de-Haute-Provence
  - Selonnet, Pierre-Grosse

- Ariège
  - Lapège, 42° 48′ 06″ nord, 1° 34′ 23″ est
  - Sem, Palet de Samson, 42° 46′ 07″ nord, 1° 31′ 11″ est

- Hautes-Alpes
  - Gap, Bloc erratique de Peyre-Ossel, 44° 35′ 22″ nord, 6° 05′ 49″ est.
- Gard
  - Générargues, Boules de Gargantua 44° 04′ 42″ nord, 3° 58′ 13″ est

- Hautes-Pyrénées :
  - Peyre Mayou, Bazus-Aure[2]

- Haute-Savoie :
  - Bloc erratique sculpté d'Allinges, Allinges[3]
  - Pierre Balmyre, Scientrier 46° 06′ 49″ nord, 6° 18′ 07″ est
  - Bloc erratique de Corzent, Thonon-les-Bains 46° 22′ 05″ nord, 6° 27′ 10″ est
  - Pierre d'Equarre, à Yvoire  positionnée dans le lac Léman
  - Bloc erratique de l'Épaule du Môle
  - Rocher de la Gouille aux Morts, Fillinges[4]
  - Pierre à Martin, Ballaison 46° 18′ 08″ nord, 6° 20′ 29″ est
  - Plaine des Rocailles
  - Pierre des Sacrifices, Anthy-sur-Léman
  - Meule du Salève, Monnetier-Mornex 46° 09′ 52″ nord, 6° 12′ 01″ est

- Haute-Saône :
  - Pierre qui tourne, Champey 47° 35′ 58″ nord, 6° 40′ 11″ est

- Isère :

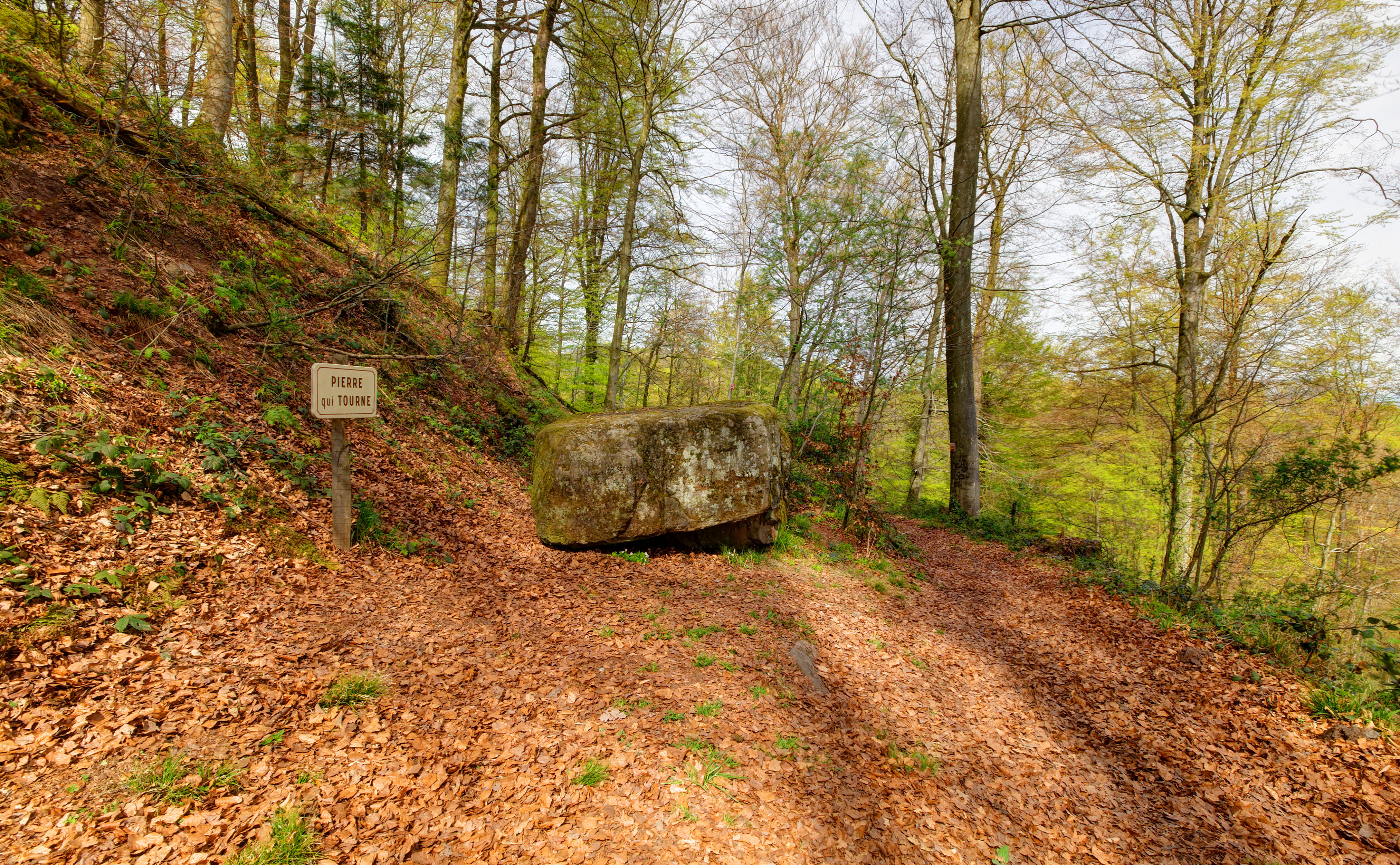
La Pierre qui tourne, à Champey.

  - Bloc erratique de La Verpillière, La Verpillière[5]

- Rhône :
  - Gros Caillou, Lyon 45° 46′ 29″ N, 4° 50′ 07″ E
  - Bloc erratique de Saint-Fons, Saint-Fons 45° 42′ 06″ N, 4° 51′ 19″ E

### Italie
- Lombardie

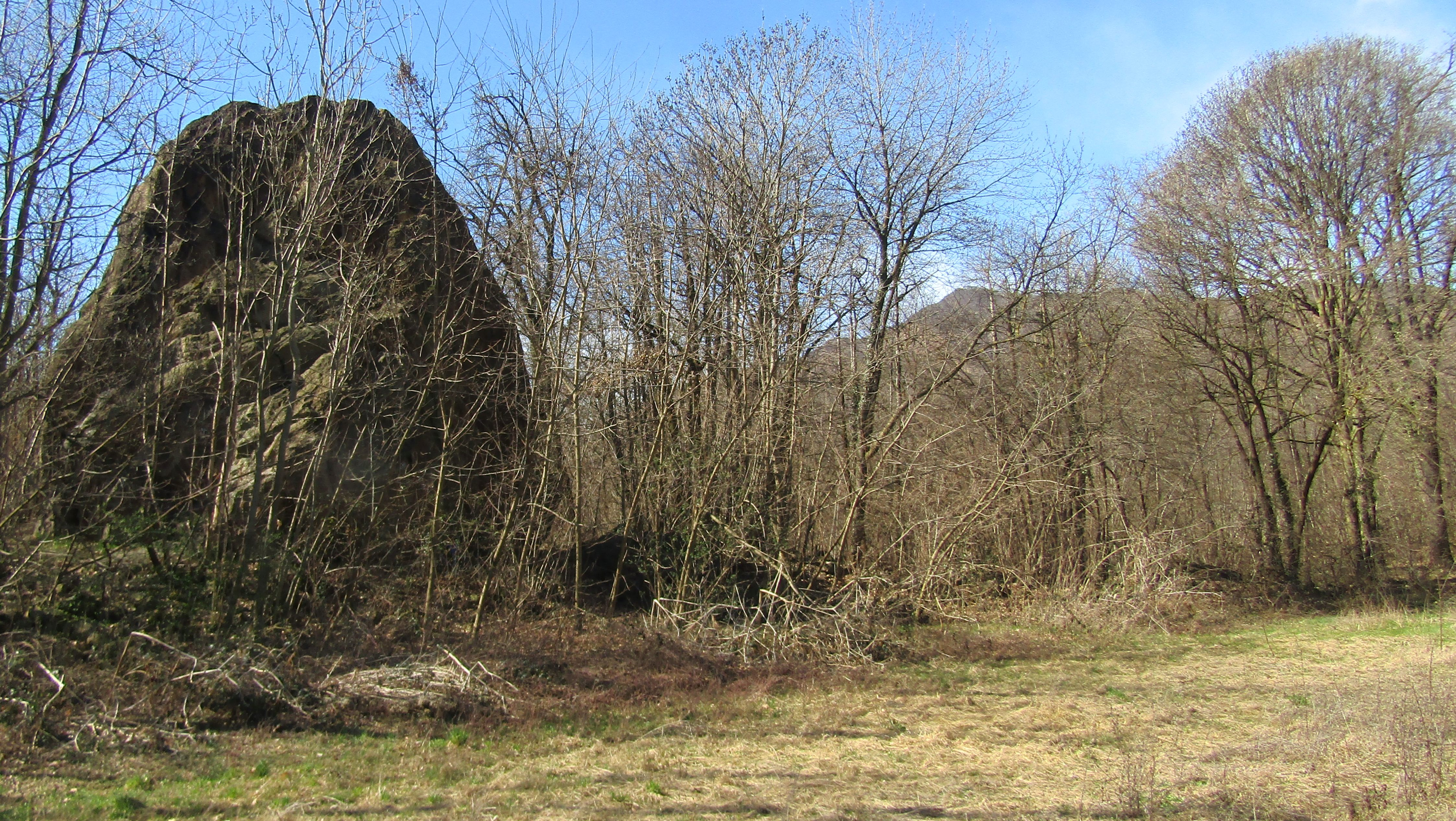
Pietra Alta, à Caselette

  - Sasso di Guidino, Besana in Brianza
  - Il Baluton, Provaglio d'Iseo
  - Sasso Cavallaccio, Ranco
  - Preia Buia, Sesto Calende
  - Sasso di Preguda, Valmadrera

- Piémont
  - Sasso Papale, Gignese
  - Pietra Alta, Caselette
  - Masso Gastaldi, Pianezza

### Lituanie
- Puntukas, Anykščiai

### Pologne
- Silésie :

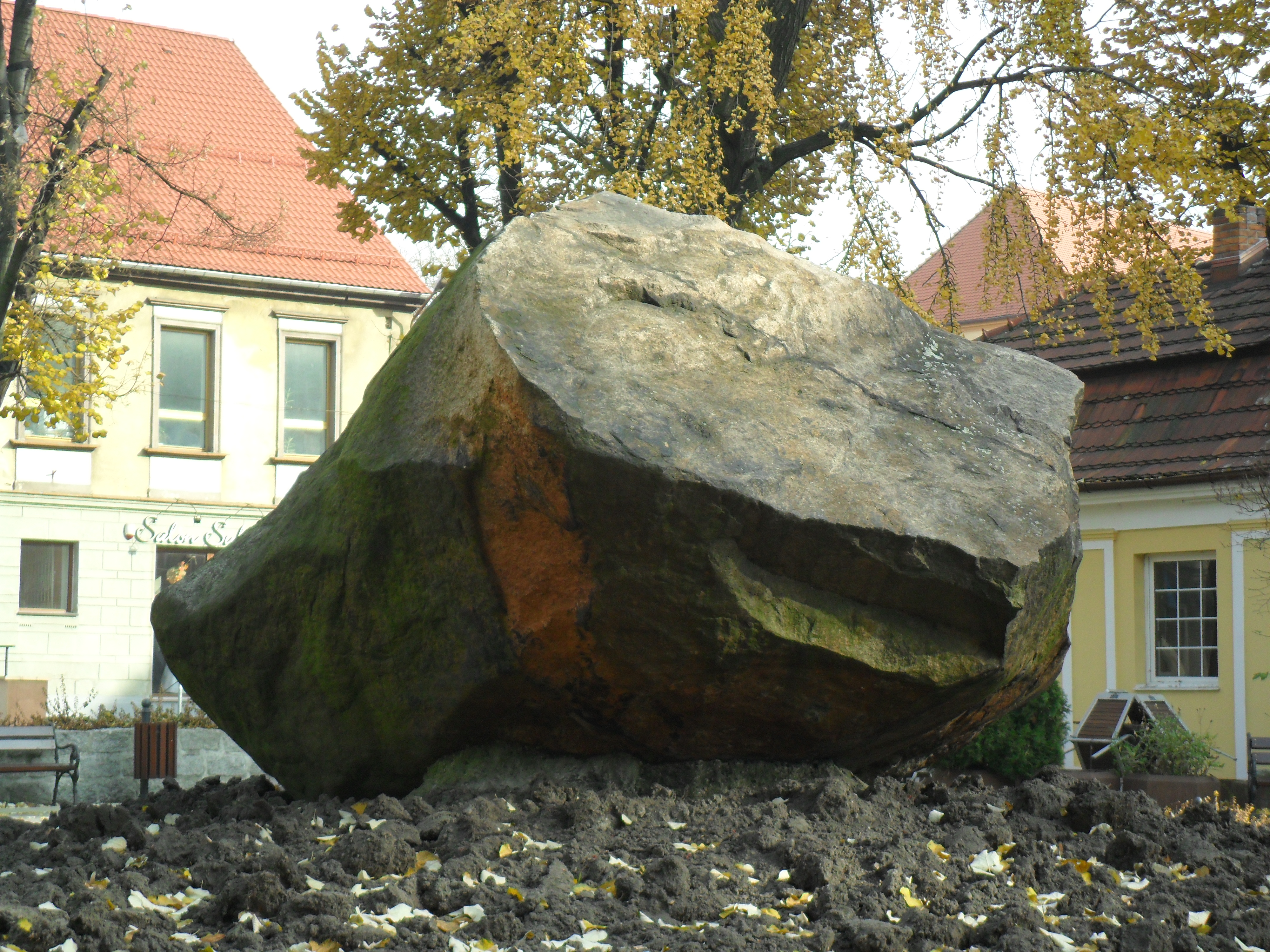
Bloc erratique de Racibórz, Racibórz.

  - Bloc erratique de Racibórz, Racibórz

### Portugal
- Pedra do Galo, Redondo

### République tchèque
- Bohême centrale :

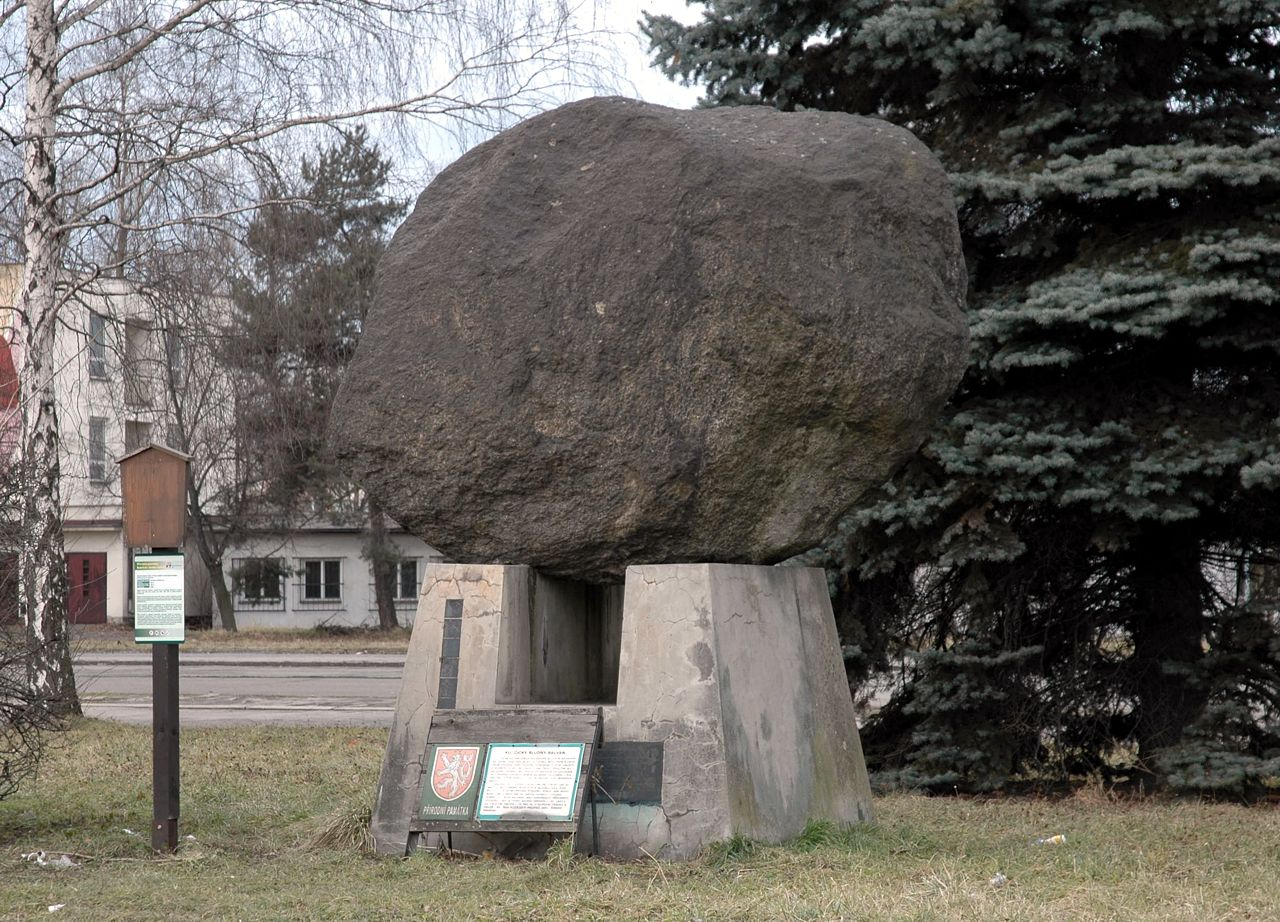
Bloc erratique de Kunčice, Ostrava.

  - Bloc erratique de Petrovice, Petrovice
  - Pierre de Smrkovec, Branžež
- Bohême-du-Sud
  - Sphinx de Vesec
- Moravie-Silésie :
  - Bloc erratique de Kunčice, Ostrava
  - Bloc erratique de Poruba, Ostrava
  - Blocs erratiques de Rovniny, Ostrava

### Royaume-Uni
- Angleterre :
  - Bowder Stone, Borrowdale

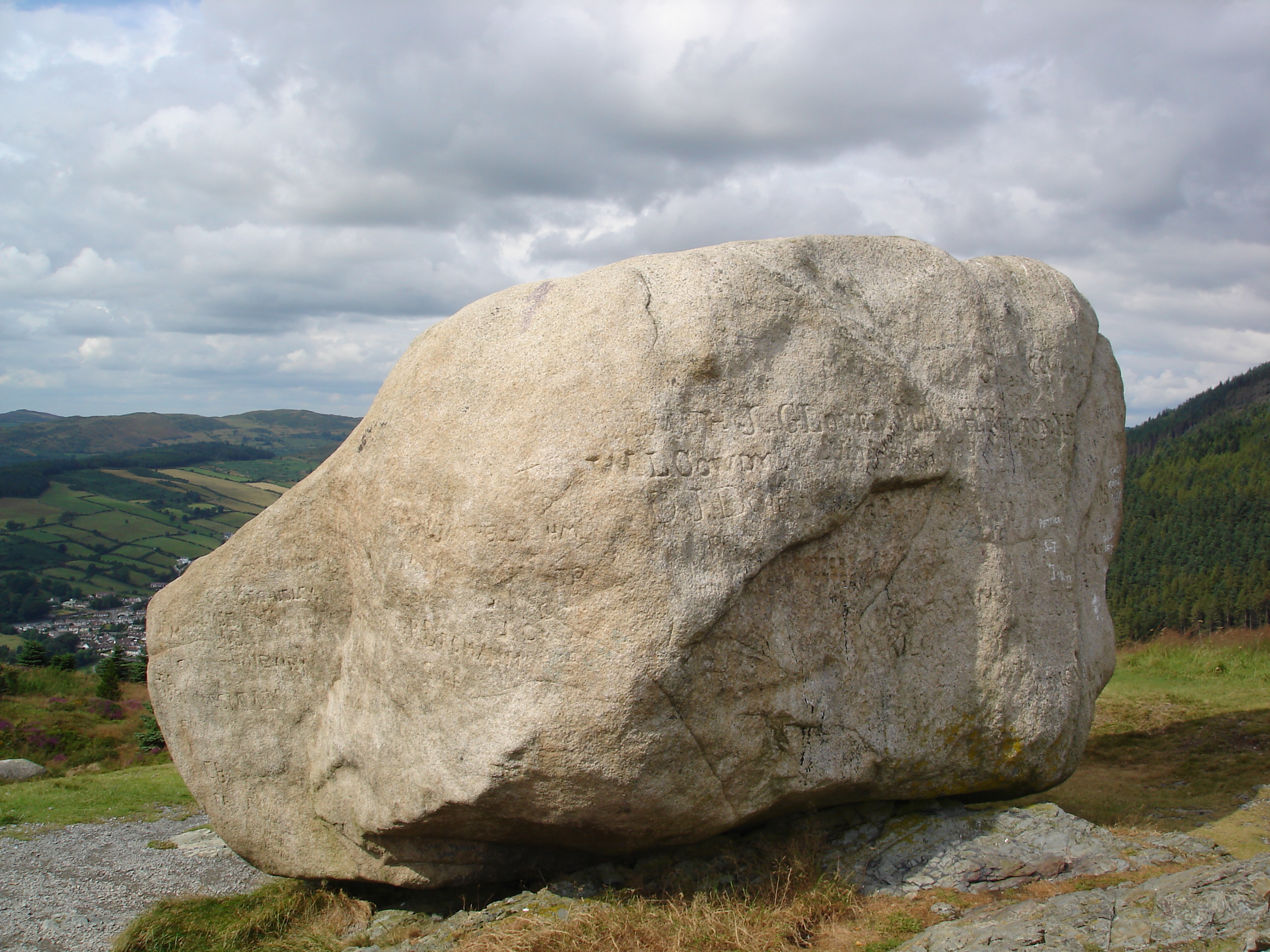
Cloughmore, Rostrevor.

  - Great Stone of Fourstones, Bentham

- Pays de Galles :
  - Pierre de Gilestone

- Écosse
  - Pierre de Cumberland

- Irlande du Nord :
  - Cloughmore, Rostrevor

### Suède
- Kalmar :
  - Runkesten, Vimmerby